# Ys (Joanna Newsom)
Ys è il secondo album di Joanna Newsom, pubblicato nel 2006 dall'etichetta Drag City.

## Il disco
In questo disco Joanna Newsom evolve del tutto il suo stile rispetto al precedente The Milk-Eyed Mender e si rivela come un'artista matura e capace di rischiare con un progetto molto ambizioso. Utilizza brani e liriche molto lunghe che sviluppano racconti visionari e ricchi di simboli e di immagini enigmatiche.
Il titolo dell'album, Ys, si riferisce ad una leggenda celtica e la copertina presenta un dipinto che ritrae la giovane artista come una dama rinascimentale immersa in un ambiente che contiene i simboli che si ritrovano nei testi.
La voce della Newsom appare più misurata, meno stridula e meno vivace ma più matura ed emozionante. Importantissima è l'orchestrazione arrangiata e diretta da Van Dyke Parks che accompagna con grazia il binomio simbiotico della voce e dell'arpa della Newsom.

## I brani
La prima canzone, Emily, è dedicata alla sorella astrofisica. È un lungo racconto musicale intriso di poesia e dalle sonorità decisamente folk, un folk tenero, melodioso ed austero ad un tempo.
La seconda traccia, Monkey and the Bear, racconta come una favola il difficile rapporto tra i sessi. L'uomo è rappresentato da una scimmia e la donna da un'orsa.
La terza, Sawdust & Diamonds, si differenzia dalle altre perché qui la Newsom si esibisce senza l'apporto dell'orchestra, utilizzando l'arpa come accompagnamento circolare e dimostrando notevoli doti interpretative con un canto più dolce e caldo.
La quarta, Only Skin, è il brano più amato della Newsom. Dura più di 16 minuti e vive di un continuo variare di ritmi sorretti dalla linea melodica principale. Il tutto sfocia in un frenetico duetto finale con Bill Callahan, in cui la cantante esibisce un canto fatto di strappi e di acuti.
L'ultima, Cosmia, è quella che più si avvicina nella struttura ad una normale canzone, pur presentando anch'essa delle notevoli acrobazie vocali. Nel finale la concitata iterazione del ritornello I miss your heart è uno dei migliori esempi di quel tipo di canto "da posseduta" che contraddistingue la cantante.

## Tracce
Testi e musiche di Joanna Newsom.
1. Emily – 12:07
2. Monkey & Bear – 9:29
3. Sawdust & Diamonds – 9:54
4. Only Skin – 16:53
5. Cosmia – 7:15

Durata totale: 55:38

## Formazione
- Joanna Newsom – voce, arpa, arpa a pedali

### Altri musicisti
- Bill Callahan – armonie vocali
- Matt Cartsonis – banjo, mandolino
- Grant Geissman – chitarra elettrica
- Don Heffington – percussioni
- Emily Newsom – armonie vocali
- Van Dyke Parks – fisarmonica
- Lee Sklar – basso elettrico

### Orchestra
- Briana Bandy – viola
- Caroline Buckman – viola
- Giovna Clayton – violoncello
- Patricia Cloud – flauto
- Peter Doubrovsky – contrabbasso
- Jeff Driskill – clarinetto
- Erika Duke-Kirkpatrick – violoncello
- Karen Elaine – viola
- Phillip Fethar – oboe
- Susan Greenberg – flauto

- Sharon Jackson – violino
- Peter Kent – primo violino
- Gina Kronstadt – violino
- Miriam Mayer – viola
- John D Mitchell – fagotto
- Peter Nevin – clarinetto
- Robert O'Donnell, Jr. – tromba
- Bart Samolis – contrabbasso
- Terrence Schonig – marimba, cimbalom
- Edmund Stein – violino

- David Stenske – viola
- David R. Stone – contrabbasso
- Cameron Patrick – violino
- Vladimir Polimatidi – violino
- Julie Rogers – violino
- Marda Todd – viola
- Jessica Van Velzen – viola
- John Wittenberg – violino
- Shari Zippert – violino

### Produzione
- Steve Albini – ingegneria del suono
- Tim Boyle – ingegneria del suono
- TJ Doherty – missaggio (assistente)
- Richard Good – design
- Joanna Newsom – produzione
- Jim O'Rourke – missaggio
- Van Dyke Parks – produzione, direttore d'orchestra, arrangiamento
- John Rosenberg – direttore d'orchestra
- William T. Stromberg – trascrittore musicale
- Benjamin A. Vierling – dipinto in copertina
- Nick Webb – mastering